# 喬爾納季薩
48°18′31″N 24°19′35″E / 48.30861°N 24.32639°E
喬爾納季薩（烏克蘭語：Чорна Тиса）是位於烏克蘭西部外喀爾巴阡州的拉希夫區的村莊，始建於1947年，面積16.18平方公里，海拔高度805米，2001年人口2,746。